# موگوشوآیا
موگوشوآیا (انگلیسی: Mogoșoaia) شهری در غرب شهرستان ایلفوو، مونتنیا، رومانی است.